# Dhanbad (huyện)
Huyện Dhanbad là một huyện thuộc bang Jharkhand, Ấn Độ. Thủ phủ huyện Dhanbad đóng ở Dhanbad. Huyện Dhanbad có diện tích 2075 ki lô mét vuông. Đến thời điểm năm 2001, huyện Dhanbad có dân số 2394434 người.